# Borba de Godim
 (août 2019).
Borba de Godim est une freguesia (« paroisse civile ») du Portugal, constituante de la cité de Lixa, rattachée au concelho (« municipalité ») de Felgueiras et située dans district de Porto et la région Nord.

## Organes de la paroisse
- L'assemblée de paroisse est présidée par Maria de Fátima Amaro Martins Fonseca (groupe "PPD/PSD").
- Le conseil de paroisse est présidé par Eduardo de Magalhães Pinheiro (groupe "PPD/PSD").